# Parilia (mythologie)
De Parilia (< parere: baren) was een traditioneel herdersfeest te Rome op 21 april (tevens de officiële stichtingsdatum van Rome). 
Tijdens dit feest werden verschillende februa (rituele reinigingsmiddelen) uitgedeeld door de Vestaalse maagden, waaronder het as van de ongeboren kalven van de Fordicidia (dat samen met het bonenstro werd verbrand), bonenstro (waardoor de kuddes werden gedreven) en paardenbloed (niet van het equus October ("Oktoberpaard"; geslacht op 15 oktober)). Hiermee konden de mensen, hun dieren en stallen ritueel gereinigd worden. Dit moest de vruchtbaarheid van de kuddes bevorderen.
Uit dit herdersfeest groeide het "godenpaar" Pales II (ook wel Pales Duo of simpelweg Pales), die later het feest zouden patroneren.

## Antieke bron
- Ovidius, Fasti IV 721-900.